# Raisina Hill

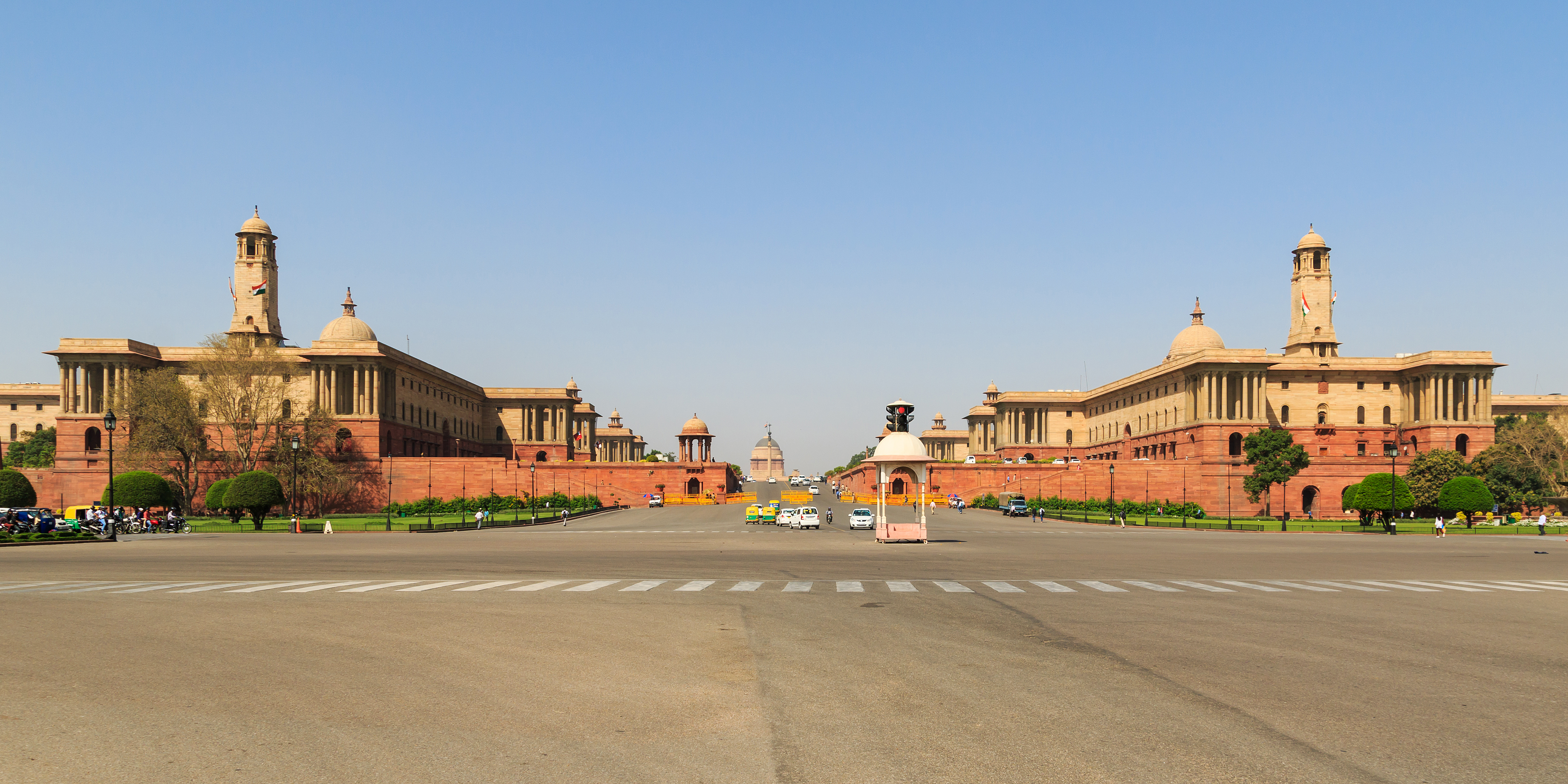
Raisina Hill.

Raisina Hill är ett exklusivt område i indiska huvudstaden New Delhi. Presidentpalatset Rashtrapati Bhawan reser sig högst upp på denna kulle, flankerad av premiärministerns kansli och flera ministerier. Vid kullens fot ligger parlamentsbyggnaden Sansad Bhawan.